# جانيو كوادروس
جانيو كوادروس (بالبرتغالية: Jânio da Silva Quadros) هو رئيس برازيلي سابق حكم لفترة قصيرة عام 1961. خلف الرئيس جوسيلينو كوبيتشيك.
جاء بعده الرئيس رانييري مازيلي والذي حكم لفترة قصيرة أيضاً من نفس العام.

## روابط خارجية
- جانيو كوادروس على موقع الموسوعة البريطانية (الإنجليزية)
- جانيو كوادروس على موقع مونزينجر (الألمانية)